# Upamāna
Upamāna (devanāgarī : उपमान) est un terme sanskrit qui signifie « standard de comparaison ». Ce vocable fait aussi partie de la terminologie liée à la philosophie indienne et a alors le sens d' « analogie ». Celui-ci est précédé par Pratyakṣa (La perception directe au moyen des organes de perception ou de connaissance - Jñānendriya -) et constitue un des moyens de connaissance valide (Pramāṇa).